# 지사가타군

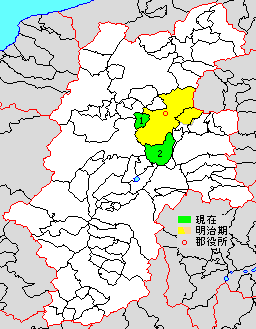
지사가타군의 위치

지사가타군(일본어: 小県郡, ちいさがたぐん)은 일본 나가노현의 군이다.
인구 9,044명, 면적 240.96km², 인구밀도 37.5명/km².(2025년 3월 1일, 추계인구)
이하 1정 1촌으로 구성된다.
- 나가와정(長和町)
- 아오키촌(青木村)

## 군역

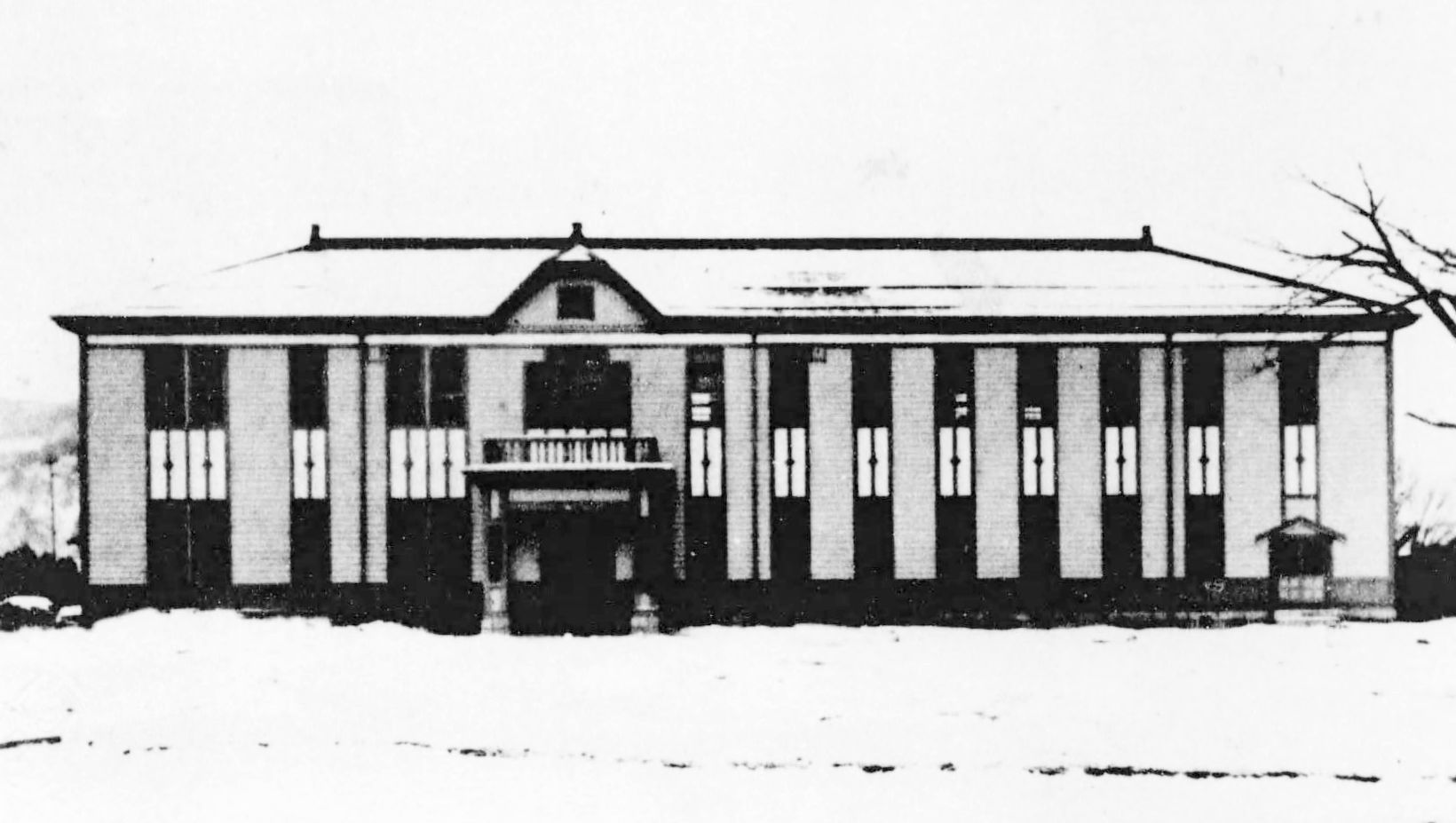
지사가타군 군청 (1923년 2월 촬영)

1879년 행정 구역으로 출범 당시의 군역은 위의 1정 1촌 외에 아래의 구역에 해당한다.
- 우에다시
- 도미시의 일부
- 고모로시의 일부

## 역사

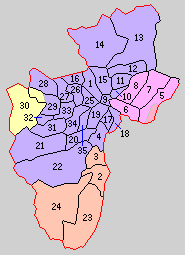
1.우에다정 2.나가쿠보신정 3.나가쿠보후루정 4.마루코촌 5.시게노촌 6.아가타촌 7.네쓰촌 8.가노촌 9.간가와촌 10.도요사토촌 11.도노시로촌 12.모토하라촌 13.오사촌 14.소에히촌 15.가미시나촌 16.시오지리촌 17.나가세촌 18.시오카와촌 19.요다촌 20.히가시우치촌 21.니시우치촌 22.다케시촌 23.다이몬촌 24.와다촌 25.시로시타촌 26.가와베촌 27.이즈미다촌 28.무로가촌 29.우라사토촌 30.아오키촌 31.니시시오다촌 32.벳쇼촌 33.나카시오다촌 34.히가시시오다촌 35.후지야마촌 (보라:우에다시 분홍:도미시 빨강:고모로시 등색:나가와정 노랑:아오키촌)

- 1889년 4월 1일 - 정촌제 시행으로, 아래의 정촌이 발족. 따로 적은 경우 외는 현 우에다시.(3정 32촌)
  - 우에다정(上田町)
  - 나가쿠보신정(長久保新町): 현 나가와정
  - 나가쿠보후루정(長窪古町): 현 나가와정
  - 시게노촌(滋野村): 현 도미시
  - 아가타촌(県村): 현 도미시
  - 네쓰촌(祢津村): 현 도미시
  - 가노촌(和村): 현 도미시
  - 간가와촌(神川村)
  - 도요사토촌(豊里村)
  - 도노시로촌(殿城村)
  - 모토하라촌(本原村)
  - 오사촌(長村)
  - 소에히촌(傍陽村)
  - 가미시나촌(神科村)
  - 시오지리촌(塩尻村)
  - 나가세촌(長瀬村)
  - 시오카와촌(塩川村)
  - 요다촌(依田村)
  - 니시우치촌(西内村)
  - 히가시우치촌(東内村)
  - 마루코촌(丸子村)
  - 다케시촌(武石村)
  - 다이몬촌(大門村)
  - 와다촌(和田村): 현 나가와정
  - 시로시타촌(城下村)
  - 가와베촌(川辺村)
  - 이즈미다촌(泉田村)
  - 무로가촌(室賀村)
  - 우라사토촌(浦里村): 현 아오키촌
  - 아오키촌(青木村): 현 아오키촌
  - 니시시오다촌(西塩田村)
  - 벳쇼촌(別所村)
  - 나카시오다촌(中塩田村)
  - 히가시시오다촌(東塩田村)
  - 후지야마촌(富士山村)
- 1912년 10월 30일 - 마루코촌이 정제 시행으로 마루코정(丸子町)이 됨.(4정 31촌)
- 1919년 5월 1일 - 우에다정이 시제 시행으로 우에다시(上田市)가 발족, 군에서 이탈.(3정 31촌)
- 1921년 9월 10일 - 시로시타촌이 우에다시에 편입.(3정 30촌)
- 1949년 9월 1일 - 히가시시오다촌·후지야마촌이 합병하여, 새로이 히가시시오다촌이 발족.(3정 29촌)
- 1953년 10월 1일 - 아가타촌이 정제 시행과 개칭으로 다나카정(田中町)이 됨.(4정 28촌)
- 1954년
  - 4월 1일 - 시오지리촌·가와베촌이 우에다시에 편입.(4정 26촌)
  - 10월 1일 - 히가시우치촌·니시우치촌이 마루코정에 편입.(4정 24촌)
- 1955년)4월 1일 - 요다촌·나가세촌이 마루코정에 편입.(4정 22촌)
- 1956년
  - 5월 1일 - 니시시오다촌·벳쇼촌·히가시시오다촌·나카시오다촌이 합병하여, 시오다정(塩田町)이 발족.(5정 18촌)
  - 9월 30일(4정 11촌)
    - 다나카정·네쓰촌·가노촌이 합병하여, 도부정(東部町)이 발족.
    - 도요사토촌·도노시로촌이 합병하여, 호덴촌(豊殿村)이 발족.
    - 나가쿠보신정·나가쿠보후루정·다이몬촌이 합병하여, 나가토정(長門町)이 발족.
    - 간가와촌·이즈미다촌이 우에다시에 편입.
    - 시오카와촌이 마루코정에 편입.
- 1957년
  - 3월 31일(4정 10촌)
    - 우라사토촌의 일부가 아오키촌에 편입.
    - 무로가촌 및 우라사토촌의 잔여부가 우에다시의 일부와 합병하여 가와니시촌(川西村)이 발족.

  - 8월 1일
    - 가미시나촌이 우에다시에 편입.(4정 9촌)
    - 가와니시촌의 일부를 아오키촌에 편입.
- 1958년
  - 4월 1일 - 호덴촌이 우에다시에 편입.(4정 8촌)
  - 4월 10일 - 시게노촌이 도부정에 편입.(4정 7촌)
  - 10월 1일 - 오사촌·소에히촌·모토하라촌이 합병하여, 사나다정(真田町)이 발족.(5정 4촌)
- 1959년 4월 1일 - 도부정의 일부가 고모로시에 편입.
- 1966년 4월 1일 - 도부정의 일부가 마루코정에 편입.
- 1970년 4월 1일 - 시오다정이 우에다시에 편입.(4정 4촌)
- 1973년 4월 1일 - 가와니시촌이 우에다시에 편입.(4정 3촌)
- 2001년 8월 19일 - 도부정이 고모로시의 일부를 편입.
- 2003년 5월 14일 - 도부정의 일부가 마루코정으로, 마루코정의 일부가 도부정으로 각각 편입.
- 2004년 4월 1일 - 도부정이 기타사쿠군 기타미마키촌과 합병하여 도미시(東御市)가 발족, 군에서 이탈.(3정 3촌)
- 2005년 10월 1일 - 나가토정·와다촌이 합병하여, 나가와정(長和町)이 발족.(3정 2촌)
- 2006년 3월 6일 - 마루코정·사나다정·다케시촌이 우에다시와 합병하여, 새로이 우에다시가 발족, 군에서 이탈.(1정 1촌)